# Водна аеробика
Водната аеробика (аква аеробика) е вид аеробика, изпълнявана в плувен басейн или друга плитка водна среда с дълбочина от 1.20 до 1.80 m, обикновено под музикален съпровод. Водната аеробика съчетава фитнес, каланетика, аеробика, бойни изкуства и плуване. Включва упражнения за цялото тяло и всички мускулни групи. Използват се уреди, които натоварват проблемните зони и отделните мускулни групи. Спортът е подходящ както за начинаещи, така и за по-напреднали и активно спортуващи хора.
Една тренировка продължава обикновено 60 минути и включва загрявка, същинска аеробна част, в която се редуват периоди на вдигане и намаляване на пулса (интервално кардио), и разгрявка.
Предимствата на водната аеробика са:
- не натоварва дейността на сърцето, а го укрепва и спомага за увеличения приток на кислород,
- тонизира мускулатурата, оформя цялото тяло,
- подходяща е за хора с травми – болки в кръста, дископатии, дискови хернии, контузии в крайниците. Упражненията се съобразяват в зависимост от проблема.
- щади ставите, защото до 80% от теглото на индивида се поема от водата,
- няма риск от получаване на контузии, рядко срещани са мускулните трески,
- водата масажира кожата.

Водната аеробика се препоръчва за хора с разширени вени, гръбначни изкривявания, слаба мускулатура и застоявания. Може да се изпълнява от бременни — от началото до самия край на бременността. Упражненията не натоварват кръстно-поясната и коремната област, предназначени са за: крака (квадрицепси, вътрешнна част, задна част на бедрата, прасци); глутеуси; ръце — бицепс, трицепс, рамена; гръб.
Разновидност на аквааеробиката е водната каланетика – комплекс от стягащи упражнения за проблемните зони – ханш, бедра, корем. Може да се изпълнява в отделна тренировка или в комбинация с водната аеробика.